# Râul Catrici
Râul Catrici este un curs de apă, afluent al râului Crasna.